# Auran
Pour l'entreprise australienne, voir N3V Games

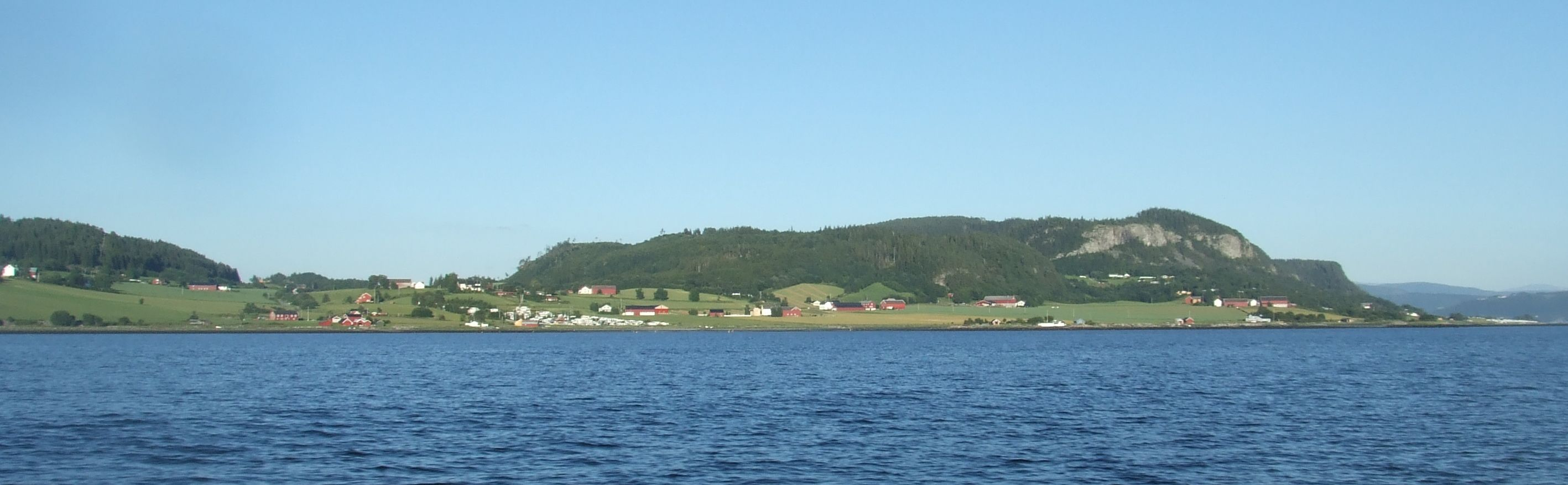
Hameaux au sud de Skatval vus depuis le Strindfjorden. En partant de la gauche: Auran, Vinge, Skjervold et Velvang.

Auran est un hameau de la localité de Skatval dans la commune de Stjørdal, comté du Trøndelag, en Norvège.
Auran, qui a été un grunnkrets, comptait 112 habitants en 1990.

## Histoire
Auran était auparavant une grande ferme du même nom. Mais avec le temps la grande ferme a été divisée en plusieurs fermes. Sur la montagne Høgberget près d'Auran ont été trouvées les ruines d'un assez grand castro, placé stratégiquement au-dessus de la montagne avec vue sur le Strindfjorden. Aujourd'hui la montagne est recouverte de forêts mais les ruines sont toujours visibles. Le castro a été découvert dans les années 1970. Tandis que trois des façades donnant vers le fjord sont abruptes, la quatrième, celle donnant vers le nord et les terres, est plus accessible. Autour du sommet, il y a des pierres qui ont probablement servi aux fondations et des arbres abattus pour les palissades. Il y avait également un cairn au sommet.

## Nom

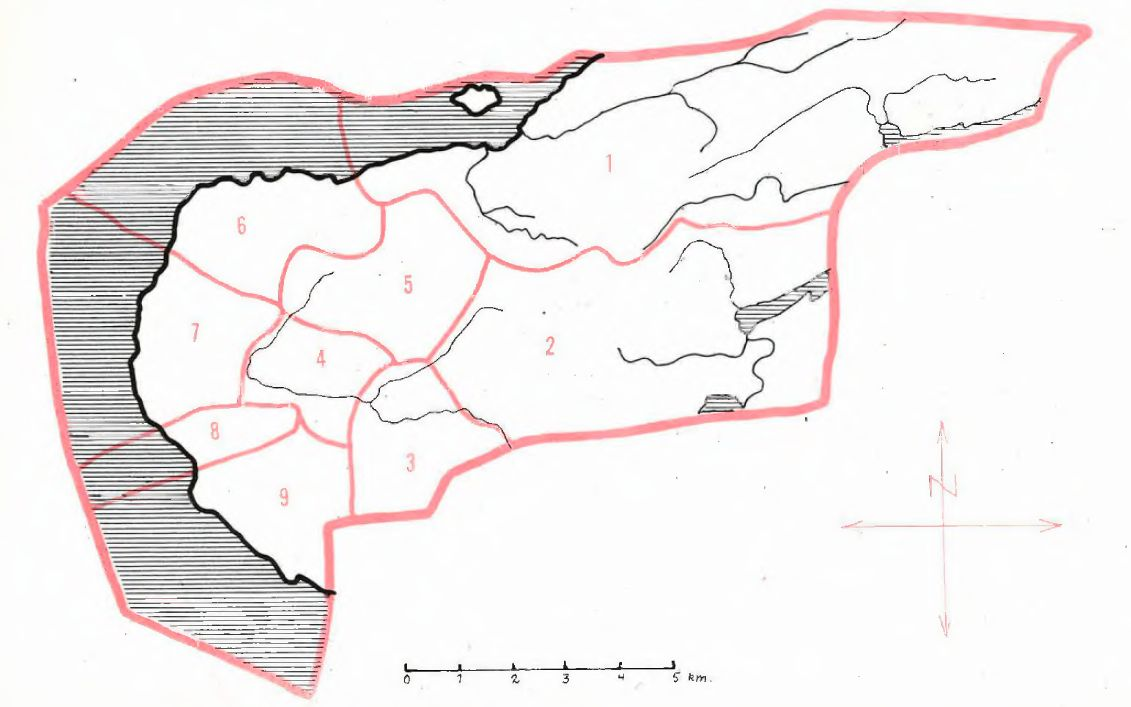
Auran en tant que grunnkrets est le n°8 sur la carte de Skatval

Le hameau s'est écrit de plusieurs manières au cours des siècles : Aurom (1440), Ewre (1520), Aure (1530), Øure (1590), Oure (1610), Øuer (1626), Øffre (1664) et Øfre (1723). Dans le dialecte local, le datif qui est encore d'usage donne pour Auran : Aurom. Auran se construit avec la préposition «på».

## Nom de famille
Auran est également un nom de famille et au 1er janvier 2010, on comptait 194 personnes avec ce nom en Norvège.